# Церква Успіння Пресвятої Богородиці (Снігурівка)
Церква Успіння Пресвятої Богородиці в Снігурівці — парафія і храм Лановецького благочиння Тернопільської єпархії Православної церкви України в селі Снігурівка Кременецького району Тернопільської области.
Оголошена пам'яткою архітектури місцевого значення (охоронний номер 1647).

## Історія церкви
У селі Снігурівка стояла дерев'яна каплиця, збудована у 1887 році. 9 жовтня 1888 року її освятили на честь благовірного князя Олександра Невського. Власником села в той час був генерал Ржевуський.
Будівництво храму Успіння Пресвятої Богородиці розпочалося у 1910 році і тривало до 1926 року. З 1962 по 1989 рік церква була зачиненою. За переказами, напередодні її повторного відкриття, над куполом з'явилася Пресвята Богородиця.
Храм згорів 12 квітня 2015 року близько 15-ї години. Громада села звела новий храм на місці зруйнованого. Наприкінці липня 2016 року архиєпископ Нестор освятив накупольні хрести майбутнього храму. 28 серпня 2019 року храм було освячено.
За служіння священника Івана Бориса храм розписали, провели зовнішній ремонт, збудували огорожу та звели будинок для настоятеля (проборство).

## Парохи
- о. Феодосій Остальський,
- о. Іов Мельник,
- о. Ананій Бельма,
- о. Володимир Павлусяк,
- о. Степан Черняк,
- о. Іван Борис (з 1996).